# Esper Abrão Cavalheiro
Esper Abrão Cavalheiro (São Paulo, 17 de dezembro de 1949) é um médico, pesquisador e professor universitário brasileiro.
Grande Oficial da Ordem Nacional do Mérito Científico e membro titular da Academia Brasileira de Ciências na área de Ciências Biomédicas, é professor emérito da Escola Paulista de Medicina (Unifesp).
Foi presidente do Conselho Nacional de Desenvolvimento Científico e Tecnológico (CNPq) de 2001 a 2003. Formado em Medicina pela Escola Paulista de Medicina (Unifesp) em 1974, possui mestrado (1976) e doutorado (1978) em Biologia Molecular pela mesma instituição. Além disso, tem um pós-doutorado pela Centre National de la Recherche Scientifique (França) e Universitá Degli Studi di Roma (Itália).
É pesquisador e professor na área de neurologia na Escola Paulista de Medicina UNIFESP, com foco no estudo da epilesia, e integra o Centro de Pesquisa sobre o Genoma Humano e Células-Tronco.
É coordenador do Plano Nacional de Pós-graduação (PNPG) do Brasil, que norteia os rumos da pós-graduação no país até 2030.